# Anchorage (Film)
Anchorage ist ein Filmdrama von Scott Monahan, das im September 2021 beim Filmfest Oldenburg seine Premiere feierte.

## Handlung
Die Brüder Jacob und John fahren von Florida aus mit einem Kofferraum voller Drogen nach Alaska. Die Tausende von Pillen, verpackt in kleine Plastiktüten, stecken in Dutzenden von Teddybären. In Anchorage wollen sie die Drogen verkaufen und hoffen, dafür rund eine Million Dollar zu bekommen.

## Produktion
Anchorage ist das Regiedebüt von Scott Monahan, der im Film auch Jacob spielt. Das Drehbuch schrieb Dakota Loesch. Es handelt sich nach Kiss Like Big Dogs um die zweite Arbeit von Loesch als Autor. Er spielt im Film zudem John. In einer weiteren Rolle ist Christopher Corey Smith als Deputy Johnson zu sehen.
Die Premiere erfolgte am 17. September 2021 beim Filmfest Oldenburg. Dort wurde der Film mit dem German Independence Award ausgezeichnet. Im Oktober 2021 wurde Anchorage beim San Diego International Film Festival gezeigt. Im September 2022 stand der Film abermals im Programm des Filmfestes Oldenburg.

## Auszeichnungen
American Film Festival 2021
- Nominierung im Spectrum Competition[4]

Filmfest Oldenburg 2021
- Auszeichnung mit dem German Independence Award
- Auszeichnung als Bester Darsteller mit dem Seymour Cassel Award (Dakota Loesch)[5][6]